# الدوري التشيلي لكرة القدم 2002
الدوري التشيلي لكرة القدم 2002 (بالإسبانية: Torneo Apertura 2002) هو الموسم 70 من الدوري التشيلي لكرة القدم. كان عدد الأندية المشاركة فيه 16، وفاز فيه نادي أونيفرسيداد كاتوليكا.